# Ono
Ostrov Ono patří do souostroví Kadavu. Jedná se o odlehlý ostrov na severovýchod od ostrova Kadavu, jižně od Viti Levu, jednoho ze dvou fidžijských hlavních ostrovů. Nachází se na 18,88° jižní šířky a 178,50° východní délky. Tento vulkanický ostrov je obklopený Velkým astrolábovým útesem. Má rozlohu 30 km² a maximální výšku 354 m.
Ono je proslulý prastarou podzemní metodou fermentace chlebovníku (Artocarpus altilis), banánů a tara (kolokázie jedlá). Jídlo je skladováno v jámě v zemi někdy i po dobu několika let pro případ nouze.
Nejdůležitějším hospodářstvím je těžební průmysl (hlavně těžba dřeva). V současné době se rozvíjí program znovuzalesnění ostrova borovicemi.